# Titularerzbistum Viminacium
Viminacium (ital.: Viminacio) ist ein Titularerzbistum der römisch-katholischen Kirche. 
Es geht zurück auf ein früheres Erzbistum der antiken Stadt Viminatium in Moesia superior im Osten Serbiens.
| Titularerzbischöfe von Viminacium |                           |                                                      |                   |                   |
| Nr.                               | Name                      | Amt                                                  | von               | bis               |
| 1                                 | Alfred-Jules Mélisson     | emeritierter Bischof von Blois (Frankreich)          | 11. Juli 1925     | 6. Juni 1927      |
| 2                                 | Thomas Francis Hickey     | emeritierter Bischof von Rochester (USA)             | 30. Oktober 1928  | 10. Dezember 1940 |
| 3                                 | Manoel da Silva Gomes     | emeritierter Erzbischof von Fortaleza (Brasilien)    | 24. Mai 1941      | 14. März 1950     |
| 4                                 | Settimio Peroni           | emeritierter Bischof von Norcia (Italien)            | 1951              | 12. Oktober 1958  |
| 5                                 | Jean-Baptiste Boivin MAfr | emeritierter Erzbischof von Abidjan (Elfenbeinküste) | 10. Juni 1959     | 24. April 1970    |
| 6                                 | Franco Brambilla          | Apostolischer Nuntius                                | 24. Dezember 1970 | 28. Juli 2003     |
| 7                                 | Stanisław Wielgus         | emeritierter Erzbischof von Warschau (Polen)         | 6. Januar 2007    |                   |